# ۳ ژوئن
۳ ژوئن صد و پنجاه و چهارمین (در سال‌های کبیسه صد و پنجاه و پنجمین) روز سال در گاه‌شماری میلادی است. ۲۱۱ روز تا پایان سال باقی‌است.

## رویدادها
- ۱۰۹۸ - کشتار و غارت انطاکیه بدست صلیبیون پس از تصرف انطاکیه در جریان نخستین جنگ صلیبی

## زادروزها
- ۱۹۹۳ – جوناتان لاسترا، دوچرخه‌سوار اهل اسپانیا

## درگذشت‌ها
- ۱۹۲۴ ـ فرانتس کافکا، نویسندهٔ چکی
- ۱۹۸۹ - سید روح الله خمینی، رهبر جمهوری اسلامی ایران
- ۲۰۱۶ - محمد علی کلی، بوکسور آمریکایی

## مناسبت‌ها
- روز جهانی دوچرخه سواری